# Маале-Эфраим
Маале-Эфраим (ивр. מעלה אפרים‎) — израильское поселение и местный совет на Западном берегу реки Иордан, в Самарии. Маале-Эфраим был основан в 1978 году.
В настоящее время главой является Шломо Лалош. Примерная площадь Маале-Эфраим составляет 5600 дунамов.

## Население
По данным Центрального статистического бюро Израиля, население на начало 2020 года составляло 1 260 человек.

## История
Поселение «Маале-Эфраим» было основано в 1978 году и названо в честь библейского Колена Эфраимово. Статус поселения был повышен до местного совета в 1981 году. 
Южнее поселения находится природный заповедник - пещера «Маале-Эфраим», известная своими редкими видами улиток. Пещера была обнаружена в начале 90-х годов, во время строительства Транс-Самарийского шоссе. Сегодня, в связи с попыткой сохранить уникальную природную среду, в пещеру закрыт доступ для туристов и посещение возможно только со специальным разрешением Управления природы и парков Израиля.